# الفيصلية
الفيصلية، هي قرية من فئة (ب) تقع في محافظة الدوادمي، والتابعة لمنطقة الرياض في السعودية. وتبعد الفيصلية عن محافظة الدوادمي بمسافة تقارب () كم.